# Holosoma
Holosoma es un  género de coleópteros adéfagos de la familia Carabidae.

## Especies
Comprende las siguientes especies:
- Holosoma hedini Andrewes, 1935
- Holosoma heros Kirschenhofer, 1995
- Holosoma opacum Semenov, 1889
- Holosoma rambouseki Jedlicka, 1931
- Holosoma sciakyi Kirschenhofer, 1995
- Holosoma weigoldi Heller, 1923